# Phê phán Cương lĩnh Gotha
Phê phán cương lĩnh Gotha là văn kiện của nhà tư tưởng người Đức Karl Marx chỉ trích dự thảo cương lĩnh Gotha. Tác phẩm này được viết vào năm 1875, gởi cho Wilhelm Bracke trước đại hội hợp nhất Gotha, nhờ ông chuyển cho Geib, Auer, Bebel và Liebknecht và được Friedrich Engels công bố 1891 sau khi ông chết. Với chỉ trích này, Marx đề cập đến những vấn đề về nhà nước chuyên chính vô sản, về thời kỳ quá độ từ chủ nghĩa tư bản lên chủ nghĩa xã hội, những giai đoạn trong quá trình xây dựng chủ nghĩa cộng sản. Những điều này đều nhắc đến như là cơ sở cho lý luận cách mạng của giai cấp vô sản trong các hoạt động hướng đến tương lai.,
Trong bản thảo này, Mác đã trình bày thái độ của mình đối với đường lối Ferdinand Lassalle đã đi theo, đối với cả những nguyên lý kinh tế lẫn sách lược của Lassalle.